# Thị trấn vô tính

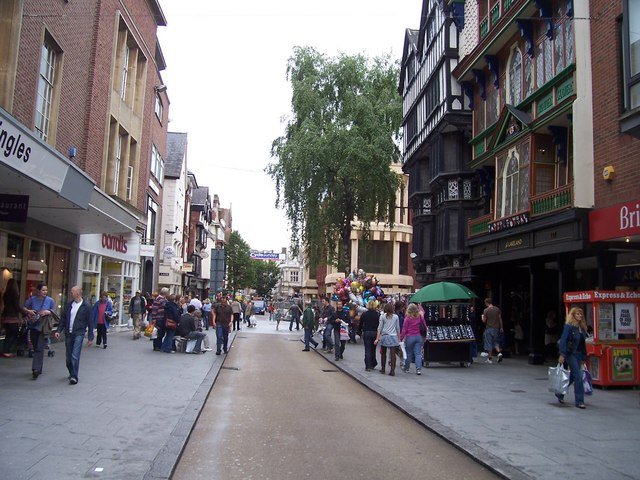
High Street, Exeter, Devon, năm 2007. Một cuộc khảo sát năm 2005 đã đánh giá Exeter là ví dụ tồi tệ nhất của một thị trấn vô tính ở Anh.

Thị trấn vô tính là một thuật ngữ toàn cầu cho một thị trấn nơi Đại lộ hoặc các khu vực mua sắm lớn khác bị chi phối đáng kể bởi các chuỗi cửa hàng. Thuật ngữ này được đặt ra bởi Tổ chức kinh tế mới (NEF), một nhóm chuyên gia cố vấn của Anh, trong báo cáo năm 2004 về "Thị trấn vô tính ở Anh".
Một cuộc khảo sát do NEF thực hiện năm 2005 ước tính rằng 41% thị trấn ở Anh và 48% ngôi làng ở London có thể được coi là thị trấn vô tính, với xu hướng tăng lên.

## Tranh cãi
Báo cáo của NEF lập luận rằng sự lan rộng của các thị trấn vô tính rất có hại cho xã hội vì loại bỏ sự đa dạng:
- Các doanh nghiệp nhỏ thua lỗ cho các chuỗi lớn hơn. Từ năm 1997 đến 2002, các cửa hàng tổng hợp độc lập được ước tính đóng cửa ở mức một chiếc mỗi ngày và các cửa hàng chuyên gia ở mức 50 mỗi tuần; khách hàng chọn mua sắm ở nơi khác [2]
- Hợp nhất một lượng lớn quyền lực phân phối trong tay các công ty này có thể dẫn đến nguy hiểm. Ví dụ, các biên tập viên tạp chí vận động Thủ tướng hành động để ngăn chặn tình huống một vài thương hiệu siêu thị có thể kiểm soát việc phân phối tạp chí và do đó kiểm duyệt một cách hiệu quả bất kỳ ấn phẩm nào mà họ không thích hoặc thậm chí không cho nó ra khỏi doanh nghiệp.[3] Báo cáo cũng cho thấy nhiều nhà cung cấp, chẳng hạn như nông dân, sợ đưa ra bất kỳ lời chỉ trích công khai nào về các nhà bán lẻ chuỗi, vì nhà bán lẻ có thể đơn giản cắt giảm phân phối của họ và buộc họ rời khỏi kinh doanh.
- Liên quan đến cả hai điều trên là sự nguy hiểm của việc mất màu khu vực. Ví dụ, báo cáo NEF cho thấy nhiều chi nhánh siêu thị ở Scotland không mang theo, hoặc không lưu trữ các ấn phẩm của khu vực Scotland.[2]
- Xu hướng cho các chuỗi cửa hàng và đặc biệt là các siêu thị định vị ngoài thị trấn có nghĩa là họ mua đất có thể được sử dụng làm nhà ở và do đó làm tăng giá nhà đất vì có ít đất hơn.[2]
- Chuỗi cửa hàng và đặc biệt là siêu thị có xu hướng chỉ mang theo một vài sản phẩm phổ biến nhất trong các phạm vi nhất định (ví dụ: trò chơi máy tính, sách và DVD phổ biến nhất). Do đó, họ giảm phạm vi lựa chọn có sẵn và loại bỏ doanh nghiệp có lợi nhuận cao nhất mà các công ty cung cấp lựa chọn lớn hơn sẽ phụ thuộc vào [2]

Lập luận ngược lại là các chuỗi cửa hàng lớn đã phát triển rất lớn bởi vì các sản phẩm của họ được mong muốn với số lượng lớn người và vì vậy việc họ đến thị trấn cung cấp quyền truy cập thuận tiện vào các sản phẩm mà dân số có thể muốn. Có ý kiến cho rằng việc cung cấp cho người dân địa phương dễ dàng truy cập vào các sản phẩm phổ biến mà họ muốn phải là ưu tiên cao hơn so với việc đảm bảo rằng mọi người đi du lịch giữa nhiều thị trấn trải nghiệm sự đa dạng. Hơn nữa, vì họ giàu có, các doanh nghiệp họ có nhiều khả năng tiêu thụ nhiều dịch vụ địa phương và sử dụng người dân địa phương, do đó tạo năng lượng cho nền kinh tế địa phương.
Báo cáo của NEF cũng lưu ý rằng việc tạo ra chuỗi cửa hàng và siêu thị đã phần nào đáp ứng việc hợp nhất quyền sở hữu đất bán lẻ ở Anh. Các nhà bán lẻ buộc phải hợp nhất để có bất kỳ đòn bẩy nào đối với chủ nhà đã hợp nhất.
Các nhà bình luận khác đã đưa ra quan ngại về việc mất "tính xã hội" do mua sắm truyền thống: "sự sụp đổ của cửa hàng nhỏ có nghĩa là mọi người sẽ không chỉ bị thiệt thòi trong vai trò là người tiêu dùng mà còn là thành viên của cộng đồng - sự xói mòn của các cửa hàng nhỏ được xem là sự xói mòn của "chất keo xã hội" gắn kết các cộng đồng lại với nhau, kéo theo sự loại trừ xã hội ở Anh ".

## Ví dụ
Cuộc khảo sát năm 2005 đánh giá Exeter là ví dụ điển hình nhất về một thị trấn vô tính ở Anh, chỉ có một cửa hàng độc lập duy nhất ở phố cao của thành phố và ít đa dạng hơn (về các loại cửa hàng khác nhau) so với bất kỳ thị trấn nào khác được khảo sát. Các thị trấn vô tính cực đoan khác ở Anh bao gồm Stafford, Middlesbrough, Weston-super-Mare và Winchester. Mặc dù không được bao gồm trong khảo sát NEF, nhiều thị trấn tỉnh ở Scotland được coi là có đặc điểm tương tự.
Đáng chú ý, mặc dù có giá bất động sản cao nhất cả nước, London thậm chí không gần như trở thành một thị trấn vô tính: ngay cả ở các khu vực trung tâm của thành phố, vẫn tồn tại sự đa dạng lớn của các doanh nghiệp, chủ yếu là do quy mô tương đối lớn của thành phố và dân số quốc tế.